# Главняча

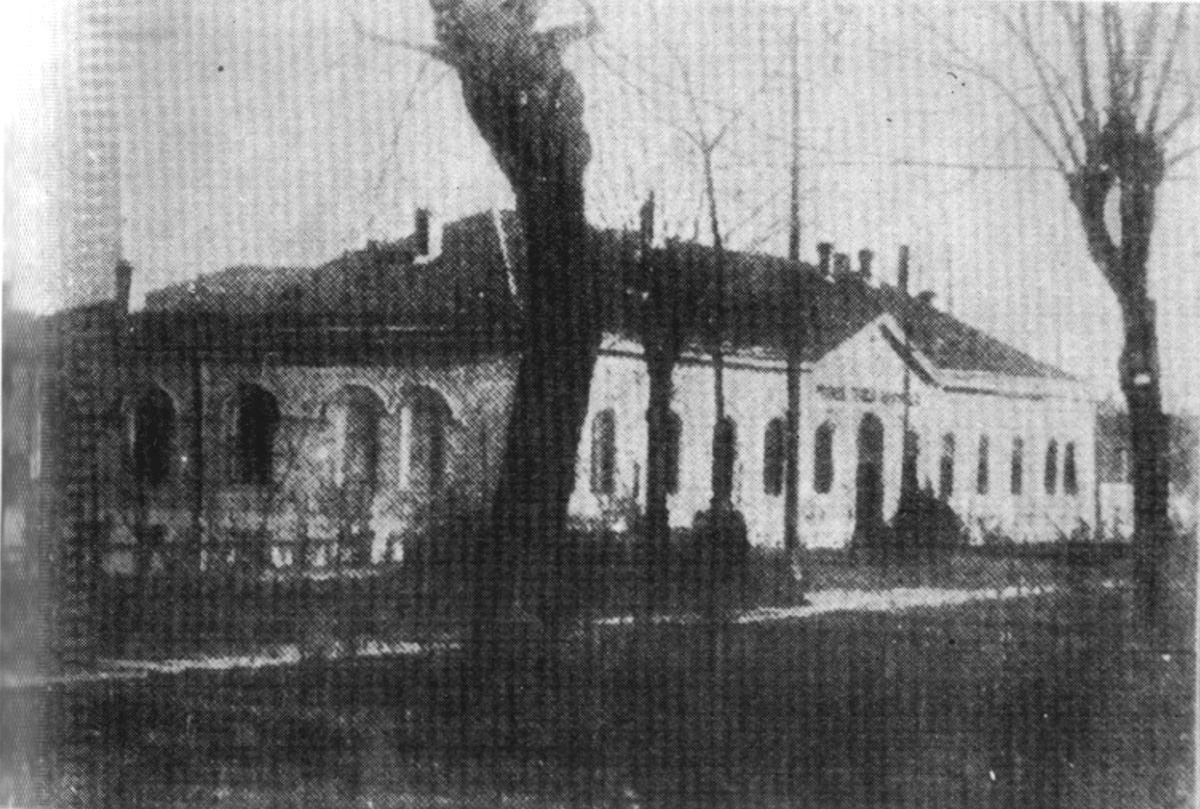
Здание тюрьмы «Главняча»

Главняча (серб. Главњача) — историческая тюрьма, находившаяся в старом здании Городского управления Белграда (новое возведено в 1920-е годы на Обиличевом венце), стоявшем до 1953 года (ныне на его месте находится здание текущего Химического факультета Белградского университета). Здание располагалось между улицами Братьев Юговичей, Симиной и Вишничевой и Студенческой площадью. В здании находились управление городской полиции и тюрьма, два отделения которой были наиболее печально известными — маленькое «Чорка» (серб. Ћорка) и большое «Главняча», по которому всё здание и получило название. Главнячу называли тюрьмой для политических заключённых, которые содержались здесь с момента строительства здания в 1864 году и до его сноса в 1953 году. В этой тюрьме также применяли пытки к заключённым, пытаясь выбить из них признание.

## История

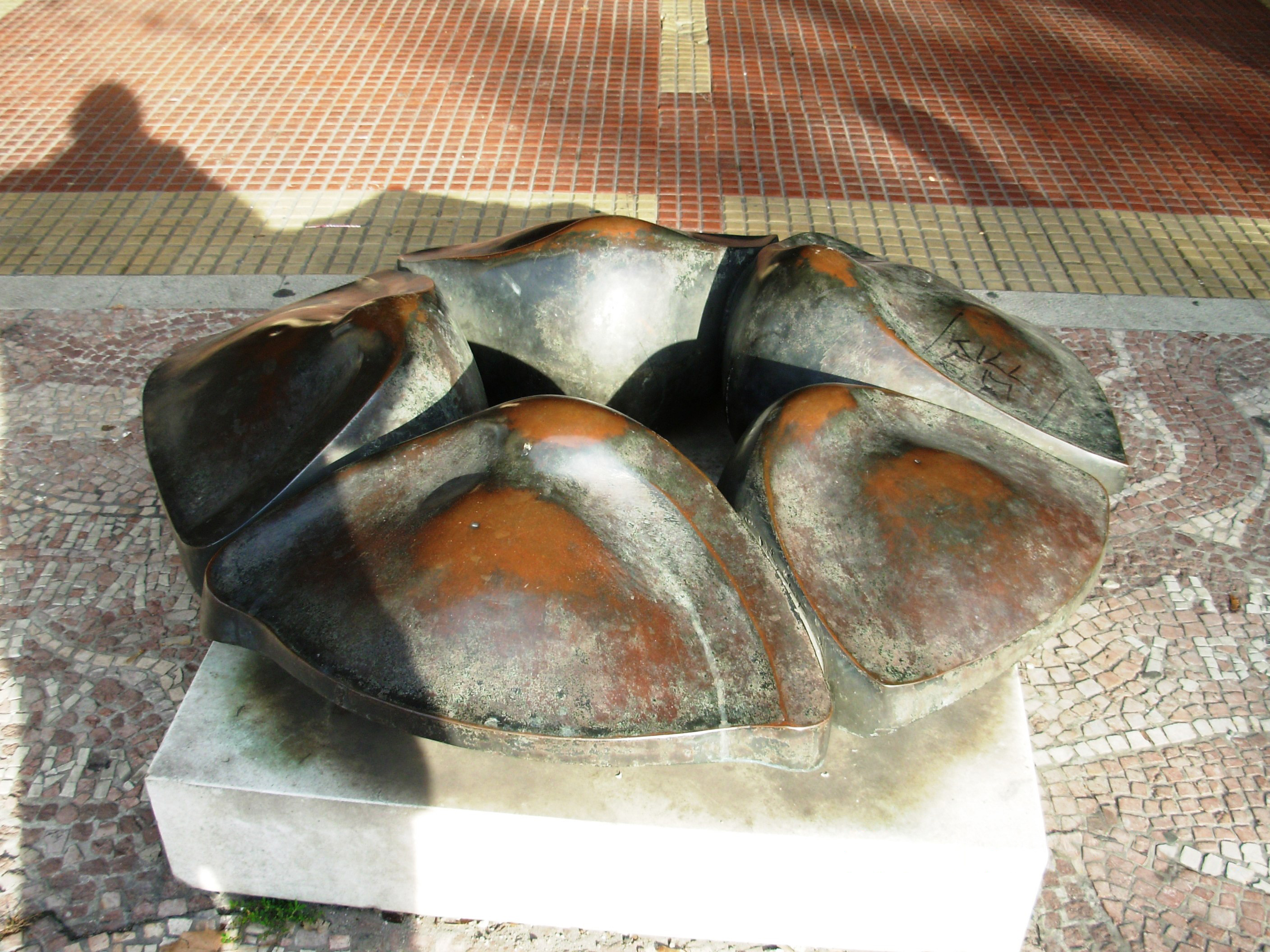
Памятник на месте тюрьмы

### Основание
Здание Городского управления Белграда было построено в 1860-е годы (вероятно, в 1864 году). В ней находились два отделения полиции — административное и уголовное — и тюрьма в подвале. Тюремные камеры получили наименования от заключённых, которые там содержались. Самыми известными были:
- «Главная» или «Главняча» (серб. Главњача), по которой здание получило название;
- «Чорка» (серб. Ћорка), в которой не было окон;
- «Женский салон» (серб. Женски салон) для женщин-узниц;
- «Господские помещения» (серб. Господска соба) для «высокопоставленных» заключённых.

К 1911 году здание приобрело среди жителей Белграда прозвище «Главняча», а сами тюремные помещения назывались «Чорка». Эта же тюрьма стала первой тюрьмой, созданной специально для политических заключённых: до этого их отправляли в Белградскую крепость. 16 сентября 1907 года в стенах тюрьмы прогремело первое политическое убийство: бывший капитан генерального штаба Милан Новакович, сторонник оппозиции (жёсткий противник движения «Чёрная рука», которое совершило Майский переворот), и Максим Новакович, бывший поручик жандармерии (родственником первому не приходился), воспользовались невнимательностью охраны и ворвались в здание с оружием и боеприпасами, забаррикадировавшись и потребовав привести градоначальника Церовича для переговоров. Пока он шёл к зданию, охрана вступила в бой с нападавшими и перебила их. После этого убийства прокатилась волна протестов в городе.

### Между войнами
В 1918 году, после образования Югославии, тюрьма стала чисто политической. В декабре 1920 года был принят закон под названием «Обзнана», в июне 1921 года — «Закон о защите государства», в январе 1929 года наступила Диктатура 6 января. На основании принятых мер в тюрьму стали отправлять как коммунистов, так и националистов-сепаратистов — хорватов, македонцев, черногорцев, албанцев и т.д. В 1920-е годы адвокат Райко Йованович в брошюре «Главняча как система» 1928 года писал, что в тюрьме в 1921 году сидело 15 тысяч человек, подвергавшихся жестоким мучением.
Согласно Йовановичу, в тюрьме были ужасные условия содержания: камера была рассчитана на 60-70 человек, хотя туда бросали до 350 человек. В 1927 году в связи с этим было установлено здание Отделения технической полиции. В тюрьме было два двора: один для уголовников и другой для политзаключённых. Также было установлено здание на Обиличевом венце (ныне здание Танюга), где находился кабинет градоначальника и несколько административных отделений, в том числе и Общее отделение (политическая полиция). В этом здании и размещались политзаключённые.
В Главняче самыми жестокими сотрудниками, допрашивавшими и пытавшими заключённых, были полицейские агенты. Среди них известнейшими были Драгомир Йованович, Милан Ачимович, Светозар Вуйкович, Бошко Бечаревич, Джордже Космаяц.

### Оккупация
Здание тюрьмы было разрушено в апреле 1941 года во время белградских бомбардировок, но затем отстроено немцами. В здание на Обиличевом венце, где находилась небольшая тюрьма, переехала Специальная полиция Белграда. Специальная полиция также пользовалось тюрьмой на Джушиной улице, а бывшая Окружная тюрьма (на месте нынешнего Дома профсоюзов), находившаяся на Александровой улице (ныне Бульвар короля Александра) и перед Воинским домом (ныне Дом вооружённых сил), использовалась сербским гестапо. Помещениями концлагеря Баница пользовались Специальная полиция и гестапо.
Здание пользовалось дурной славой во время оккупации Белграда и ассоциировалось со страшными пытками, которым подвергались все партизаны. Впрочем, как раз недалеко от тюрьмы, 6 марта 1942 года группа югославских партизан застрелила на Симиной улице двух агентов Джордже Космаяца и Обрада Залада. В октябре 1944 года, в разгар штурма Белграда немцы сожгли здание дотла, однако после освобождения города югославы отстроили его и перенесли туда руководство Отделения по защите народа (ОЗНА) по Сербии. В 1953 году здание было решено снести: на Бачванской улице построили новую тюрьму. На месте Главнячи было построено здание, где располагался сначала Естественно-математический, а потом Химический факультет Белградского университета.

## Памятник

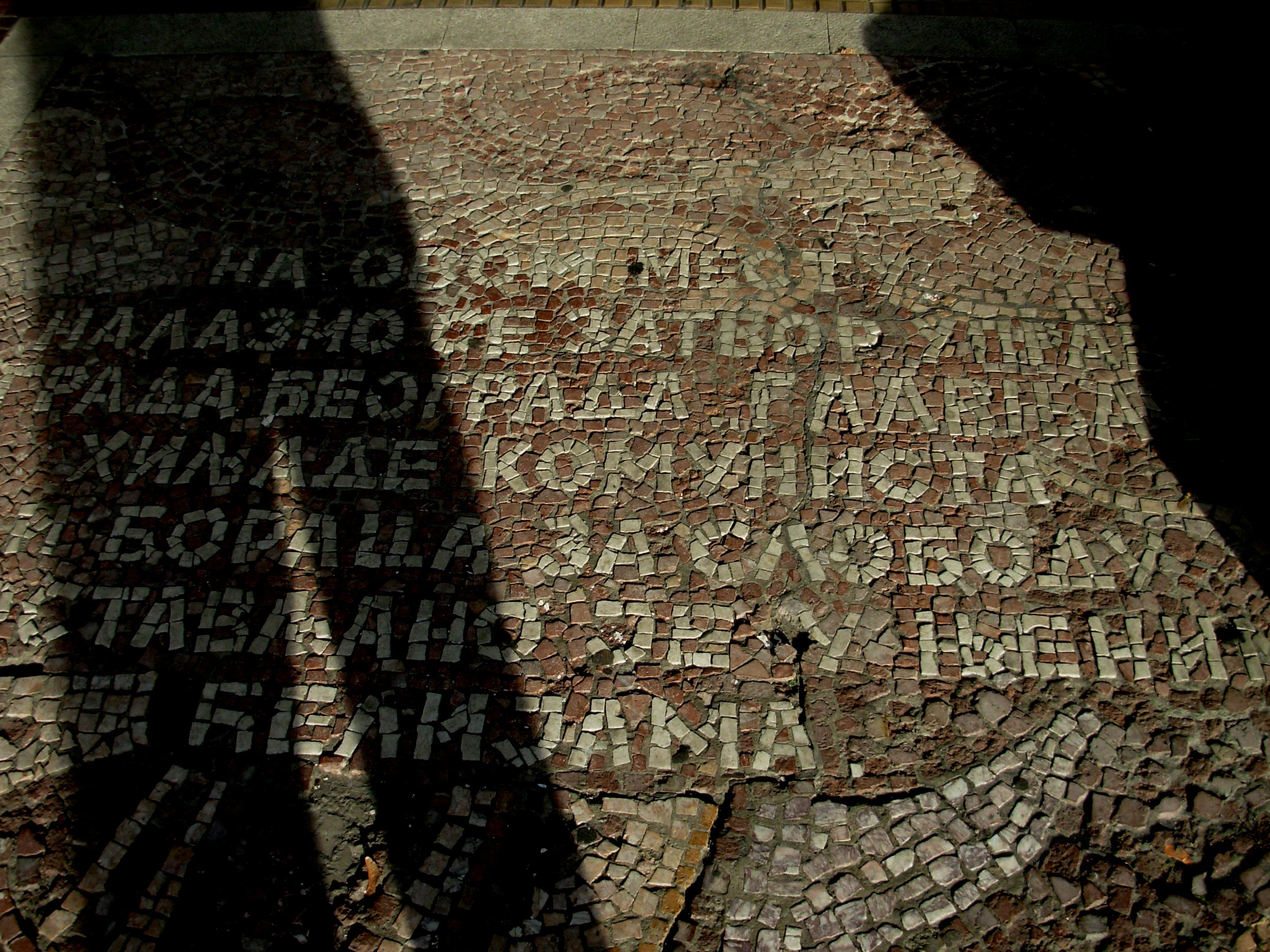
Надпись на памятном знаке

В 1974 году к 30-летию освобождения города перед зданием факультета был установлен памятный знак с надписью:

На этом месте находилась тюрьма Городского управления Белграда "Главняча". Тысячи коммунистов и борцов за свободу страдали в её камерах. Была подожжена и сгорела дотла в боях за освобождение Белграда.
Оригинальный текст (серб.)На овом месту налазио се затвор Управе града Београда „Главњача“. Хиљаде комуниста и бораца за слободу страдало је у њеним ћелијама. Запаљена је и до темеља изгорела у борбама за ослобођење Београда.

Автор идеи — Милорад Тепавац, автор текста — Светозар Требешанин.